# Hans Kurt
Hans Kurt Jensen (23. februar 1909 i København – 19. oktober 1968 i Rågeleje) var en dansk operettesanger og skuespiller.
Hans Kurt blev student i 1928 ved Gammel Hellerup Gymnasium. Han var elev hos Eyvind Johan-Svendsen, men han nåede aldrig at aflægge elevprøve, da han allerede i 1929 debuterede på Folketeatret som Remigius von Sternheim i stykket Marie Grubbe. Han var engageret på Folkeeatret frem til 1933 og igen fra 1935-1936.
I sæsonen 1933-34 var han ansat ved Dagmarteatret, og på Casino var han ansat 1934-1935.
I 1935 søgte han videreuddannelse af sin sangstemme hos sangpædagogen Ludwig Jubelsky. Det viste sig snart, at Hans Kurts stemme (tenorbaryton) var så god, at den skulle gøre ham til operettehelt på Nørrebros Teater i perioden 1938-1950. Inden gennembruddet som operettehelt gav han i oktober 1937 en koncert i Odd Fellow Palæet, hvor han forsøgte sig som operasanger. Her sang han bl.a. "Winterstürme" fra Valkyrien, cavatinen fra Faust og tårnarien fra Tosca. Sin store popularitet opnåede han i høj grad i samspillet med Else Marie. De to udgjorde sammen Danmarks førende operettepar, og de gennemførte flere landsomfattende turneer, medvirkede i talrige radioudsendelser og indspillede en række grammofonplader.
Hans Kurt var i øvrigt engageret ved Det Ny Teater i 1944-1945 og ved Frederiksberg Teater i 1952-1954. Han var på gæstespil i bl.a. Århus, Odense, Malmø, Stockholm og Oslo. På Det kongelige Teater gæstespillede han i 1958-1959 og 1960, bl.a. i Den Skønne Helene.
Hans Kurt optrådte også i revyer, bl.a. Tivoli Revyen, Dagmarrevyen og Cirkusrevyen.
Hans Kurt blev i 1936 gift med skuespilleren Else Abildgaard Rasmussen (1910-1988). Parret blev skilt i 1959. Hans andet ægteskab blev indgået i 1960 med danserinden Lisbeth Nielsen (født 1935).
I første ægteskab fik han datteren Ingelise Kurt (født 1943). 

## Udvalgt filmografi
- Skal vi vædde en million? – 1932
- Nøddebo Præstegård – 1934
- Jeg har elsket og levet – 1940
- Alle går rundt og forelsker sig – 1941
- En søndag på Amager – 1941
- Thummelumsen – 1941
- Alle mand på dæk – 1942
- Tordenskjold går i land – 1942
- Teatertosset – 1944
- Man elsker kun een gang – 1945
- Røverne fra Rold – 1947
- I de lyse nætter – 1948
- Mød mig på Cassiopeia – 1951
- Det gælder livet – 1953
- Karen, Maren og Mette – 1954
- Himlen er blå – 1954
- Vi som går stjernevejen – 1956
- Hvad vil De ha'? – 1956
- Ingen tid til kærtegn – 1957
- Amor i telefonen – 1957
- Kvindelist og kærlighed – 1960
- Sømand i knibe – 1960
- Gøngehøvdingen – 1961
- Duellen – 1962
- Frk. Nitouche – 1963
- Hvis lille pige er du? – 1963
- Landmandsliv – 1965